# Condado de Quitman (Misisipi)
El condado de Quitman es un condado del estado de Misisipi, Estados Unidos. Tiene una población estimada, a mediados de 2022, de 5701 habitantes.
La sede del condado es Marks.

## Geografía
Según la Oficina del Censo, el condado tiene una superficie total de 1053 km², de los cuales 1049 km² corresponden a tierra firme y 4 km² están cubiertos de agua.

## Demografía

### Censo de 2020
Según el censo de 2020, en ese momento el condado tenía una población de 6176 habitantes. La densidad de población era de 5.9 hab./km²
| Raza                   | Núm. | Porc.  |
| ---------------------- | ---- | ------ |
| Afroamericanos         | 4546 | 73.61% |
| Blancos                | 1490 | 24.13% |
| Amerindios             | 1    | 0.02%  |
| Asiáticos              | 12   | 0.19%  |
| Isleños del Pacífico   | 3    | 0.05%  |
| De otras razas         | 8    | 0.13%  |
| De una mezcla de razas | 116  | 1.88%  |

Del total de la población, el 0.34% eran hispanos o latinos de cualquier raza.

### Censo de 2000
Según el censo de 2000, en ese momento los ingresos medios de los hogares del condado eran de $ 20,636 y los ingresos medios de las familias eran de $25,394. Los ingresos per cápita eran de $10,817. Los hombres tenían ingresos per cápita por $23,571 frente a los $16,993 que percibían las mujeres. Alrededor del 33.10% de la población estaba bajo la línea de pobreza nacional.

## Condados adyacentes
- Condado de Tunica (norte)
- Condado de Panola (este)
- Condado de Tallahatchie (sur)
- Condado de Coahoma (oeste)

## Comunidades

### Ciudades
- Marks

### Pueblos
- Crenshaw (la mayor parte en el condado de Panola)
- Crowder (en parte en el condado de Panola)
- Falcon
- Lambert
- Sledge

### Lugares designados por el censo (census-designated places, CDP)
- Darling

### Otras áreas no incorporadas
- Belen
- Vance (en parte)

## Principales carreteras
- Carretera 3
- Carretera 6